# Chabarovsk
Chabarovsk (Russisch: Хабаровск) is een stad in het verre oosten van Rusland, gelegen op de rechteroever van de rivier de Amoer bij de monding van de Oessoeri, niet ver van de grens met China (Mantsjoerije). Chabarovsk is de hoofdstad van de gelijknamige kraj en was de hoofdstad van het federale district Verre Oosten.
De temperatuur schommelt er gedurende het jaar tussen -40 °C en +20 °C.

## Geschiedenis
De stad werd in 1858 gesticht als militaire post aan de uitmonding van de Oessoeri in de Amoer en werd Chabarovka genoemd, naar de 17e-eeuwse pionier Jerofej Chabarov. In 1895 kreeg Chabarovsk zijn huidige naam.
De stad werd tijdens de Russische Burgeroorlog pas in 1922 veroverd door de bolsjewieken.
In 1926 werd Chabarovsk het bestuurlijke centrum van de regio Dalnevostotsjnyj kraj, sinds 1938 is het de hoofdstad van de kraj Chabarovsk.
In december 1949 vonden in de stad processen plaats tegen twaalf leden van het Japanse Kwantoengleger die deel hadden uitgemaakt van de zogenaamde Eenheid 731. Ze stonden terecht voor het produceren en gebruiken van biologische wapens tijdens de Tweede Wereldoorlog.
In de jaren zestig van de 20e eeuw ontstond er een grensconflict tussen Rusland en China over een aantal eilanden in de Amoer, vlak bij Chabarovsk. Het zogenaamde Amoerconflict mondde in 1969 bijna uit in een atoomoorlog tussen de twee grootmachten. Pas in 2005 werd er een definitief akkoord bereikt over de eilanden, waarbij China bijna alle eilanden kreeg, maar het eiland dat het dichtst bij Chabarovsk ligt slechts voor 50%, om de stad niet naast China te laten komen te liggen.

## Cultuur
Chabarovsk is het culturele centrum van de regio. Er bevinden zich universiteiten, theaters en musea, waaronder een museum voor natuurhistorie en een museum voor beeldende kunst, waar een zeldzame collectie van oude Russische iconen bezichtigd kan worden.
Bij het nabijgelegen dorp Sikatsji-Aljan zijn rotstekeningen van meer dan 3300 jaar oud te zien.
In tegenstelling tot Vladivostok is Chabarovsk nooit gesloten geweest voor buitenlanders, waardoor de stad zijn karakteristieke internationale karakter heeft behouden.

## Economie en verkeer
In Chabarovsk kruist de Trans-Siberische spoorweg de Amoer. De afstand per spoor tot Moskou is 8523 km. De stad is verbonden met de Joodse Autonome Oblast via de 2,6 kilometer lange Chabarovskbrug. Chabarovsk beschikt over een
luchthaven met internationale vluchten naar Dalian, Harbin (China), Aomori, Niigata (Japan) en Seoel (Zuid-Korea) en een regelmatige charterverbinding met Pyongyang (Noord-Korea). Het stedelijk openbaar vervoer wordt onder andere verzorgd door trams.
Sinds het uiteenvallen van de Sovjet-Unie kent de stad een groeiende aanwezigheid van Aziaten. Volgens schattingen vliegen op jaarbasis meer dan een miljoen Chinezen naar of via Chabarovsk en investeringen door Japanse en Koreaanse bedrijven zijn de afgelopen jaren sterk toegenomen.
In 2021 werd de aanleg van een betaalde hogesnelheidsbypass van de stad voltooid.

## Sport
SKA-Chabarovsk is de professionele voetbalclub van Chabarovsk. De club speelt in het seizoen 2017/2018 voor het eerst op het hoogste Russische niveau, de Premjer-Liga.
IJshockeyclub Amur Chabarovsk speelt in de Kontinental Hockey League.

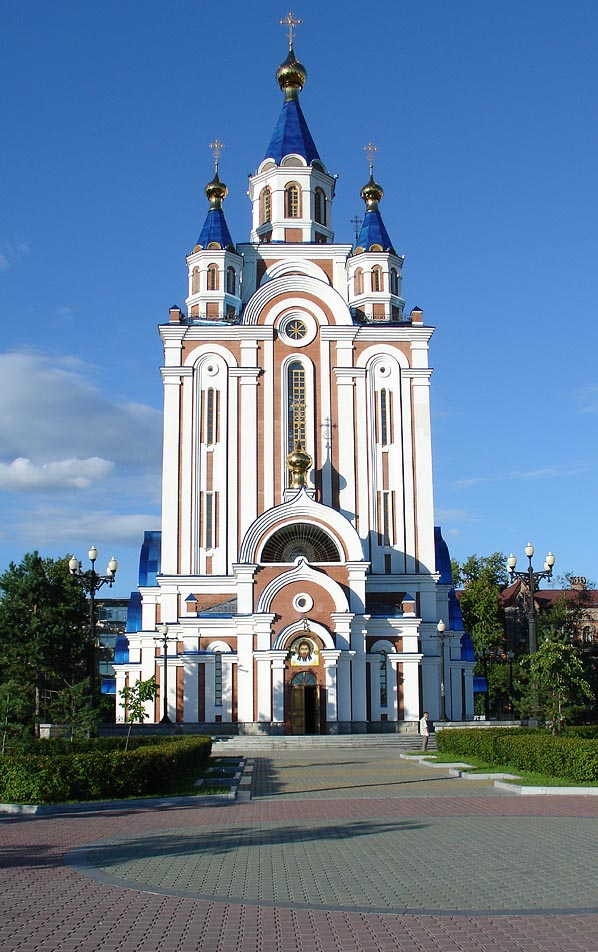
Kathedraal van de Ontslapenis van de Moeder Gods in Chabarovsk
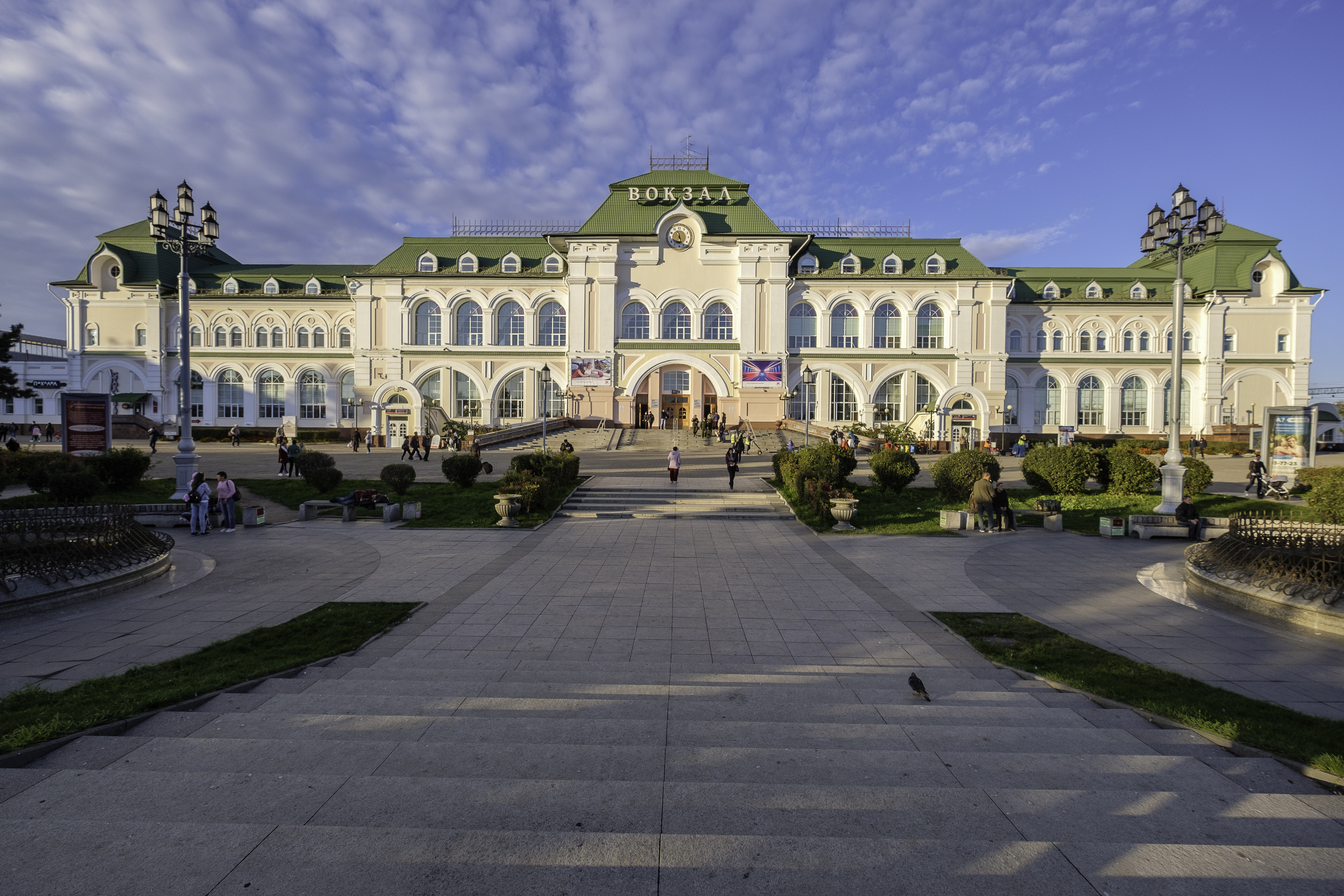
Spoorstation van Chabarovsk

## Geboren in Chabarovsk
- Andrei Tchmil (1963), wielrenner
- Ivan Skobrev (1983), schaatser
- Roeslan Zacharov (1998-2021), langebaanschaatser

## Partnersteden
- Niigata (Japan), sinds 1965
- Portland (Verenigde Staten), sinds 1988
- Victoria (Canada), sinds 1990
- Harbin (Volksrepubliek China), sinds 1993
- Bucheon (Zuid-Korea), sinds 2002